# Pennsylvanian (Amtrak)
Le Pennsylvanian est un train de voyageurs des États-Unis qui relie New York à Pittsburgh via Philadelphie.

## Histoire
Le Pennsylvanian  a remplacé le Keystone lui-même successeur du Duquesne en 1971. Il assure à sa mise en service en 1980 le trajet Philadelphie à Pittsburgh avec une correspondance pour New York par le Philadelphian (un clocker) ou le Montrealer. Ce n'est qu'en 2005 que Amtrak programme le trajet direct New York à Pittsburgh dans l'indicateur horaire officiel. 

## Caractéristiques
Le train est équipé soit d'une locomotive GE Genesis P42DC pour le tronçon Pittsburgh/Philadelphie, soit d'une locomotive électrique Siemens ACS-64 pour le tronçon Philadelphie/New York, de quatre voitures voyageurs type Amfleet, d'une voiture classe affaires, d'une voiture-bar. 

## Exploitation
La durée de trajet est de 9 heures 20 minutes.

carte du Pennsylvanian